# 清河橋
清河橋（せいがきょう）は、中華人民共和国浙江省湖州市徳清県乾元鎮にある石拱橋。長さ16メートル、幅3メートル。

## 歴史
清河橋は北宋の治平年間に建立された。
2005年3月、浙江省人民政府は清河橋を浙江省文物保護単位に認定した。